# Halalhippie
Halalhippie (sammansatt av halal och hippie) är ett nedsättande eller ironiskt begrepp, varmed förstås en person som i sin tolerans av "den andre"/minoriteten/invandraren, bortser från eller till och med försvarar etniska/religiösa eller andra typiska värderingar/sedvänjor/kulturmönster hos en grupp, trots att dessa strider mot viktiga och grundläggande värderingar i ens eget, västerländska, samhälle.
Ordet kan även skrivas halal-hippie. Begreppet härstammar från Danmark men har på senare tid även kommit att användas i det svenska språket. Det myntades av folketingsmedlemmen Naser Khader (tidigare Det Radikale Venstre, nuvarande Konservative Folkeparti) i tidningsartiklar från 2000 men också i hans bok khader.dk, även den från 2000.